# Rosario Vernuccio
Rosario Vernuccio, detto Rino (Gela, 10 ottobre 1925), è un architetto italiano.

## Biografia
Rosario Vernuccio nacque a Gela nel 1925 e frequentò la facoltà di architettura dell'università di Firenze, laureandosi nel 1953. Dallo stesso anno iniziò l'attività didattica presso la cattedra di architettura degli interni con Giuseppe Giorgio Gori; nel 1969 ottenne la libera docenza e successivamente divenne professore ordinario presso la stessa facoltà fiorentina.
Ha vinto molti concorsi di progettazione tra cui: I° premio al concorso per una scuola media a Grosseto (1957); II° e III° premio al concorso internazionale RIV di Torino (1959); I° premio al concorso arredamento della mostra internazionale dell'artigianato a Firenze (1961); I° premio al concorso VIS di Milano (1961); I° premio al concorso di Roma per una scuola media prefabbricata. Tra le opere principali si ricordano: cavalcavia dell'Affrico a Firenze; edificio scolastico a Grosseto; arredo della direzione e degli uffici dell'autostrada del Sole; allestimento della caccia in Palazzo Strozzi a Firenze (1960); allestimento mostra di Le Corbusier a Firenze, Palazzo Strozzi, 1964; allestimento mostra degli oggetti da regalo, Firenze, Palazzo Strozzi, 1963; mostra dell'unificazione amministrativa italiana, Firenze, Palazzo Pitti, 1965.
Autore di numerosi contributi di ricerca, articoli e curatore di alcuni volumi scientifici sempre sul rapporto tra ricerca e sue ricadute nel progetto d'architettura, il 16 ottobre 2009 venne nominato membro onorario dell'Accademia delle arti del disegno.

## Opere (selezione)
- Edificio scolastico a Grosseto (1957-1961), con Giuseppe Giorgio Gori[4]
- Palazzo di Giustizia a Grosseto (1959-1964), con Giuseppe Giorgio Gori[5]
- Cavalcavia dell’Affrico a Firenze (1961), con Giuseppe Giorgio Gori[6]
- Scuola media in via Galcianese a Prato (1962), con Giuseppe Giorgio Gori[7]
- Casa Pancani a Signa (1968-1971), con Carlo Chiappi[8]
- Scuola elementare Colombo a Firenze (1971)[6]
- Scuola elementare e media Pirandello a Firenze (1971), con Carlo Chiappi, Franco Bonaiuti, Alessandro Grassellini e Paolo Pettini[9]
- Archivio di Stato di Firenze (1972-1988), con Italo Gamberini, Franco Bonaiuti e Loris Macci[10]
- Centro scolastico a Borgo San Lorenzo (1979), con Carlo Chiappi e Franco Bonaiuti[11]
- Casa dello studente in viale Morgagni a Firenze (1986), con Giuseppe Giorgio Gori e Paolo Pettini[12]
- Rifunzionalizzazione dell'aeroporto di Peretola (1989-98)[6]
- Complesso integrato con alloggi e albergo a Campi Bisenzio (2004)[6]

## Archivio
L'archivio Vernuccio è stato ordinato dal figlio Tommaso Vernuccio dopo il 2005, anno del ritiro dell'architetto dall'attività lavorativa, ed è in trattativa un suo trasferimento presso la biblioteca di scienze tecnologiche-architettura dell'Università degli Studi di Firenze. Il fondo contiene materiale che va dal 1953 al 2000 ed è così suddiviso: 334 tubi contenenti materiale arrotolato (disegni su carta e lucido, eliocopie); 140 faldoni contenenti diverse tipologie (relazioni, materiale vario dei progetti); 170 blocchi-album contenenti schizzi sotto forma di quaderno; 72 plastici di progetti (tra cui finali e di studio): 27 contenitori di diapositive con materiale didattico; 15 tavole su pannelli di progetti per concorsi nazionali e internazionali d'architettura.